# 山田长政
山田长政（1590年—1630年），通称仁左卫门，日本裔泰国商人、军事将领。

## 简介
山田长政出生在骏河国的富厚里，另有出生在骏河国馬場町、伊势国和尾张国等说法。出仕于沼津藩主大久保忠佐，给他抬駕籠。此后于1612年乘坐朱印船，從長崎出發，经台灣前往暹罗。此后，参加津田又左右衛門筆頭的日本人佣兵队，在阿瑜陀耶郊外的日本人町中占领头角，那里的成为头领。根据传说此后他担任了阿瑜陀耶王国的高官并与王女结婚，但泰国方面找不到相对应人物的记录，此历史实情仍然不明。

## 經歷

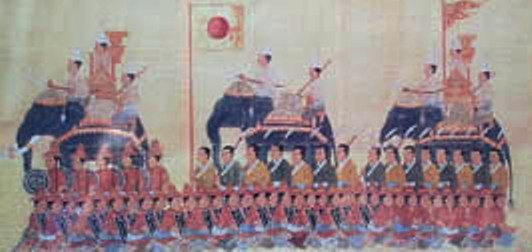
山田長政的軍隊

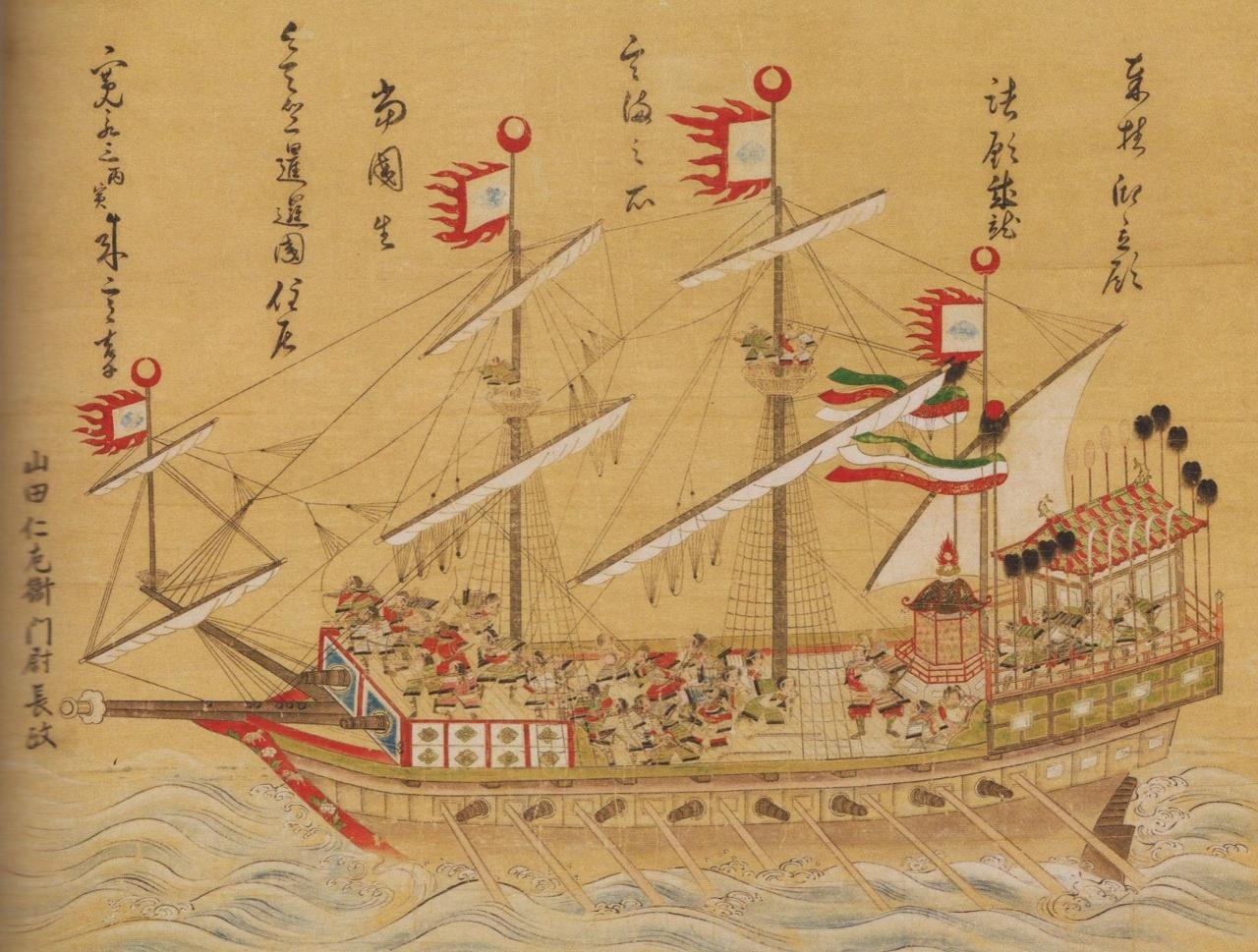
山田長政的軍船

因两次击退西班牙舰队对阿瑜陀耶王国的侵略，山田长政获得国王颂昙的信任，并与暹罗王女结婚。他获得了握雅爵位，获赐泰语名“社那披穆”，此后被称为握雅社那披穆，取得对进入昭披耶河的船只收税的权利。
颂昙王死后，山田遵从其遗言，与巴沙·通一起支持策陀继位。然而策陀王对巴沙·通抱有怀疑态度，欲将其排除，但失败，被巴沙·通杀死。
此后，策陀王之弟阿滴耶旺被拥立为王、但年幼，官员们希望让巴沙·通登上王位。山田长政强烈反对，受到宫廷内的反感。此时不满于日本人独占阿瑜陀耶贸易的华人势力的压力也传达到了宫廷，巴沙·通便以防御六昆（即那空是贪玛叻王国，在今那空是貪瑪叻府一带）为理由，把他自朝廷调离。
1630年，山田长政在与北大年苏丹国的战斗中脚上负伤，随后因为伤口涂上有毒的膏药而死去。根据荷兰史料的记载，是巴沙·通密令将他毒杀的。此后，那空是贪玛叻府尹由他的儿子继承，但因为内部对立而被同为日本人的雇佣兵杀害。山田长政死的同年，巴沙·通以“日本人存在发动叛乱的可能性”为由，烧毁了阿育陀耶日本人町。日本德川幕府将军德川家光得知后，断绝与暹罗的政治、贸易关系。此后，荷兰独占了东南亚与日本之间的贸易权。
此外，在日本文学中，山田长政以泰语名“握雅社那披穆”（Okya Senaphimuk）、巴沙·通则以“握雅甲叻洪”（Okya Kalahom）更为人所知。文学中，一些作品里山田长政是南部王国的王，另一些作品里任命为“知事”。产经新闻介绍说比1770年登陆詹姆斯·库克更早登上澳洲大陆，但没有决定性的证据。而第一个到达澳洲大陆的欧洲人也不是库克，而是1606年登陆的荷兰东印度公司的商人威廉·扬松。
1915年（大正四年）11月10日，大日本帝国追赠其从四位的官位。

## 脚注
1. ↑  根據《台灣通史》，山田長政赴暹羅途中，在台灣停留之年分為1604年。
2. ↑  . 産経新聞. 2014-04-08  [2014-04-14]. （原始内容存档于2014-04-08）.

## 山田長政相關作品

### 研究書籍
- 「史伝 山田長政」：小和田哲男／学研M文庫 ISBN 4059010588
- 「山田長政:アユタヤの旗本」（ยามาดะ นางามัสสะ :ขุนนางซามูไรแห่งกรุงศรี อยุธยา）（泰語）：ワンチャルーム・チャンタラークン ISBN 9749080971

### 小說
- 「王国への道 - 山田長政」：遠藤周作／新潮文庫　ISBN 4101123195
- 「史実 山田長政」：江崎惇／新人物往来社 ISBN 4404013221
- 「山田長政の密書」：中津文彥／人物文庫（学陽書房）　ISBN 4313751114
- 「山田長政の秘宝　シャム日本人町の超人」　和久峻三／角川文庫　ISBN 4041421764
- 「山田長政・他3篇」：山岡莊八／講談社・山岡莊八歷史文庫　 ISBN 4061950592
- 「風雲児」：白石一郎／文春文庫　ISBN 4167370182（上巻）・ISBN 4167370190（下巻）
- 「暹羅国武士盛衰記　 真説ヤマダナガマサ」：岩城雄次郎／光和堂　ISBN 4875381107

### 電影
- （2007年泰國電影）：矢野和貴（日语：矢野かずき）飾演山田長政